# Confucius ocellatus
Confucius ocellatus is een halfvleugelig insect uit de familie van de dwergcicaden (Cicadellidae).
De wetenschappelijke naam is voor het eerst geldig gepubliceerd in 1908 door William Lucas Distant.
De soort werd aangetroffen in Bengalen en op Ceylon.